# Zakaz konkurencji
Zakaz konkurencji – zawarte w odrębnej umowie zobowiązanie pracownika do niepodejmowania działalności konkurencyjnej w stosunku do pracodawcy oraz niepodejmowania pracy w ramach stosunku pracy lub na innej podstawie w podmiotach konkurencyjnych. Umowa może również określić okres po rozwiązaniu umowy o pracę i ustaniu stosunku pracy, gdy pracownik nie może podejmować wymienionych działań. Za powyższy okres pracownikowi przysługuje odszkodowanie w wysokości minimum 25% jego wynagrodzenia.